# Ted Arison
Ted Arison, nato Theodore Arisohn (in ebraico  תד אריסון‎?; Zikhron Ya'aqov, 24 febbraio 1924 – Tel Aviv, 1º ottobre 1999), è stato un armatore israeliano naturalizzato statunitense.

## Biografia
Nato a Zikhron Ya'aqov (nell’allora Palestina Mandataria) il 24 febbraio 1924 come Theodore Arishon, figlio di Meir, un ricco uomo d'affari, e Vera Arisohn, nel 1940 s’iscrisse all’Università americana di Beirut per studiare economia e commercio ma fu costretto a lasciare perché si trovò impegnato nella seconda guerra mondiale, combattendo nella Brigata Ebraica del British Army. Dopo la partenza dei britannici, durante guerra d'indipendenza, nel 1948, servì nelle Forze di Difesa Israeliane in qualità di ufficiale, raggiungendo il grado di tenente colonnello. Nel frattempo, 1946 al 1951 gestisce la M. Dizengoff & Co., una compagnia di navigazione.

## Attività imprenditoriale
Nella prima metà degli anni cinquanta si spostò negli USA in cui mise in piedi un commercio navale. Nel 1966 fondò insieme all'armatore Knut Kloster la compagnia crocieristica Norwegian Cruise Line e nel 1972 fondò la Carnival Cruise Lines che nei primi anni novanta diventerà la capofila mondiale nel settore delle crociere e prenderà il nome di Carnival Corporation inglobando altri marchi.
A Ted Arison è attribuito il merito di aver portato la pallacanestro professionistica nel sud della Florida fondando la squadra NBA dei Miami Heat nel 1988.
Nel 1990 ha rinunciato alla sua cittadinanza statunitense per motivi fiscali, ritornando definitivamente in Israele dando vita alla Arison Investments e avviando diverse attività nel settore dell'edilizia nel 1994 . Nel 1997 è stato alla guida del consorzio che ha rilevato la Bank Hapoalim al prezzo di oltre un miliardo di dollari dando vita alla più grossa privatizzazione della storia di Israele.
È morto nella sua casa di Tel Aviv per attacco cardiaco il 1º ottobre 1999 a 75 anni.

## Altre attività
Durante gli anni ottanta ha fondato la National Foundation for Advancement in the Arts con sede a Miami. Inoltre ha dato vita alla Arison Foundation in Israele e negli Stati Uniti.

## Vita privata
È stato sposato fino al 1966 con Mina Arison Sapir dalla quale ha avuto il figlio Micky Arison e la figlia Shari Arison. I due figli hanno preso le redini del suo impero dopo la morte del fondatore.